# Vorkind
Als Vorkind wurde im Münsterland im 18. Jahrhundert (auf dem Land bis heute) ein Kind bezeichnet, das von den späteren Eheleuten gemeinsam gezeugt, jedoch vor dem Eintritt in die Ehe geboren worden war. 
Wurde dieses Kind nach vollzogener Ehe von den Eheleuten als ehelich anerkannt, war es erbberechtigt.
Im Erbverfahren war dann auch am Niederrhein, Westmünsterland und im Vest Recklinghausen zutphensches Erbrecht anzuwenden.
Der offensichtlich vor der Ehe erfolgte Geschlechtsverkehr war sittenwidrig und wurde in der Herrlichkeit Ostendorf (bei Haltern am See) vor dem zuständigen Gogericht noch im 17. Jahrhundert geahndet (Bestrafung laut Gerichtsprotokollbuch beispielsweise eines unverheirateten Knechtes in einem Fall ein Fass Heringe und am nächst kommenden Sonntag Heiratsvollzug mit der geschwängerten Magd.)